# Łapy
Łapy (udtale: [ˈwapɨ])  er en by  i den centrale del af voivodskabet Podlaskie i det nordøstlige Polen,  med   14.790(2021)  indbyggere og et areal på 12,1 km².  Den  er en del af  powiatet (amt) Białystok. Byen ligger ved floden Narew og var tidligere en industriby, men nu er Łapy et læge- og uddannelsescenter for området. Byen ligger i bufferzonen til Narew Nationalpark.

## Historie
De første historiske optegnelser om området stammer fra det tidlige 13. århundrede. Det er kendt, at landsbyen Płonka Kościelna i 1375 var et selvstændigt sogn. Łapy var et roligt område hvor  adlen dyrkede patriotiske traditioner. Snart bevirkede  landsbyens udvikling at der opstod nye bosættelser på begge bredder af floden Narew, som var en vandtransportvej for handlen fra Suraż til Gdańsk i 16. og 17. århundreder, og efter Anden Verdenskrig fra Puszcza Białowieska til Tykocin, og på østsiden af hovedvejen fra Suraż til Płonka.